# USA:s finansminister
USA:s finansminister (engelska: Secretary of the Treasury) är chef för USA:s finansdepartement (Department of the Treasury). Innehavaren av ämbetet utnämns av presidenten efter att senatens råd och samtycke erhållits.
Nuvarande finansminister i Trumps andra regering är Scott Bessent.

## Roll
Finansministern verkställer USA:s finanspolitik samt agerar som rådgivare till presidenten i dessa frågor och fungerar som den federala statsmaktens skattmästare.
Enligt oskriven sedvana ingår finansministern i presidentens kabinett. Finansministern deltar även i USA:s nationella säkerhetsråd, dock ej som ordinarie medlem. Den sittande finansministerns namnteckning (vid tidpunkten för utgivning) återfinns på alla Federal Reserve sedlar. 
Utrikesministern, finansministern, försvarsministern och justitieministern betraktas i allmänhet som de fyra mest viktigaste ministerposterna i USA.
Finansministern ingår i successionsordningen för USA:s president på femte plats, förutsatt att innehavaren uppfyller presidentämbetets krav på en infödd medborgare.

## USA:s finansministrar sedan 1789
| Nr |  | Finansminister                          | Hemdelstat     | Tillträdde        | Avgick            | Parti | Parti               | President                                        |
| -- |  | --------------------------------------- | -------------- | ----------------- | ----------------- | ----- | ------------------- | ------------------------------------------------ |
| 1  |  | Alexander Hamilton (1755–1804)          | New York       | 11 september 1789 | 31 januari 1795   |       | Federalisterna      | George Washington                                |
| 2  |  | Oliver Wolcott, Jr. (1760–1833)         | Connecticut    | 3 februari 1795   | 31 december 1800  |       | Federalisterna      | George Washington John Adams                     |
| 3  |  | Samuel Dexter (1761–1816)               | Massachusetts  | 1 januari 1801    | 13 maj 1801       |       | Federalisterna      | John Adams Thomas Jefferson                      |
| 4  |  | Albert Gallatin (1761–1849)             | Pennsylvania   | 14 maj 1801       | 8 februari 1814   |       | Demokrat-republikan | Thomas Jefferson James Madison                   |
| 5  |  | George Washington Campbell (1769–1848)  | Tennessee      | 9 februari 1814   | 5 oktober 1814    |       | Demokrat-republikan | James Madison                                    |
| 6  |  | Alexander James Dallas (1759–1817)      | Pennsylvania   | 6 oktober 1814    | 21 oktober 1816   |       | Demokrat-republikan | James Madison                                    |
| 7  |  | William Harris Crawford (1772–1834)     | Georgia        | 22 oktober 1816   | 6 mars 1825       |       | Demokrat-republikan | James Madison James Monroe                       |
| 8  |  | Richard Rush (1780–1859)                | Pennsylvania   | 7 mars 1825       | 5 mars 1829       |       | Federalisterna      | John Quincy Adams                                |
| 9  |  | Samuel Delucenna Ingham (1779–1860)     | Pennsylvania   | 6 mars 1829       | 20 juni 1831      |       | Demokrat-republikan | Andrew Jackson                                   |
| 10 |  | Louis McLane (1786–1857)                | Delaware       | 8 augusti 1831    | 28 maj 1833       |       | Demokraterna        | Andrew Jackson                                   |
| 11 |  | William John Duane (1780–1865)          | Pennsylvania   | 29 maj 1833       | 22 september 1833 |       | Demokraterna        | Andrew Jackson                                   |
| 12 |  | Roger Brooke Taney (1777–1864)          | Maryland       | 23 september 1833 | 25 juni 1834      |       | Demokraterna        | Andrew Jackson                                   |
| 13 |  | Levi Woodbury (1789–1851)               | New Hampshire  | 1 juli 1834       | 3 mars 1841       |       | Demokraterna        | Andrew Jackson Martin Van Buren                  |
| 14 |  | Thomas Ewing (1789–1871)                | Ohio           | 4 mars 1841       | 11 september 1841 |       | Whig                | William Henry Harrison John Tyler                |
| 15 |  | Walter Forward (1786–1852)              | Pennsylvania   | 13 september 1841 | 1 mars 1843       |       | Whig                | John Tyler                                       |
| 16 |  | John Canfield Spencer (1788–1855)       | New York       | 8 mars 1843       | 2 maj 1844        |       | Whig                | John Tyler                                       |
| 17 |  | George Mortimer Bibb (1776–1859)        | Kentucky       | 4 juli 1844       | 7 mars 1845       |       | Demokraterna        | John Tyler                                       |
| 18 |  | Robert John Walker (1801–1869)          | Mississippi    | 8 mars 1845       | 5 mars 1849       |       | Demokraterna        | James K. Polk                                    |
| 19 |  | William Morris Meredith (1799–1873)     | Pennsylvania   | 8 mars 1849       | 22 juli 1850      |       | Whig                | Zachary Taylor                                   |
| 20 |  | Thomas Corwin (1794–1865)               | Ohio           | 23 juli 1850      | 6 mars 1853       |       | Whig                | Millard Fillmore                                 |
| 21 |  | James Guthrie (1792–1869)               | Kentucky       | 7 mars 1853       | 6 mars 1857       |       | Demokraterna        | Franklin Pierce                                  |
| 22 |  | Howell Cobb (1815–1868)                 | Georgia        | 7 mars 1857       | 8 december 1860   |       | Demokraterna        | James Buchanan                                   |
| 23 |  | Philip Francis Thomas (1810–1890)       | Maryland       | 12 december 1860  | 14 januari 1861   |       | Demokraterna        | James Buchanan                                   |
| 24 |  | John Adams Dix (1798–1879)              | New York       | 15 januari 1861   | 6 mars 1861       |       | Demokraterna        | James Buchanan                                   |
| 25 |  | Salmon Portland Chase (1808–1873)       | Ohio           | 7 mars 1861       | 30 juni 1864      |       | Republikanerna      | Abraham Lincoln                                  |
| 26 |  | William Pitt Fessenden (1806–1869)      | Maine          | 5 juli 1864       | 3 mars 1865       |       | Republikanerna      | Abraham Lincoln                                  |
| 27 |  | Hugh McCulloch (1808–1895)              | Indiana        | 9 mars 1865       | 3 mars 1869       |       | Republikanerna      | Abraham Lincoln Andrew Johnson                   |
| 28 |  | George Sewall Boutwell (1818–1905)      | Massachusetts  | 12 mars 1869      | 16 mars 1873      |       | Republikanerna      | Ulysses S. Grant                                 |
| 29 |  | William Adams Richardson (1821–1896)    | Massachusetts  | 17 mars 1873      | 3 juni 1874       |       | Republikanerna      | Ulysses S. Grant                                 |
| 30 |  | Benjamin Helm Bristow (1832–1896)       | Kentucky       | 4 juni 1874       | 20 juni 1876      |       | Republikanerna      | Ulysses S. Grant                                 |
| 31 |  | Lot Myrick Morrill (1813–1883)          | Maine          | 7 juli 1876       | 9 mars 1877       |       | Republikanerna      | Ulysses S. Grant Rutherford B. Hayes             |
| 32 |  | John Sherman (1823–1900)                | Ohio           | 10 mars 1877      | 3 mars 1881       |       | Republikanerna      | Rutherford B. Hayes                              |
| 33 |  | William Windom (1827–1891)              | Minnesota      | 8 mars 1881       | 13 november 1881  |       | Republikanerna      | James A. Garfield Chester A. Arthur              |
| 34 |  | Charles James Folger (1818–1884)        | New York       | 14 november 1881  | 4 september 1884  |       | Republikanerna      | Chester A. Arthur                                |
| 35 |  | Walter Quintin Gresham (1832–1895)      | Indiana        | 5 september 1884  | 30 oktober 1884   |       | Republikanerna      | Chester A. Arthur                                |
| 36 |  | Hugh McCulloch (1808–1895)              | Indiana        | 31 oktober 1884   | 7 mars 1885       |       | Republikanerna      | Chester A. Arthur Grover Cleveland               |
| 37 |  | Daniel Manning (1831–1887)              | New York       | 8 mars 1885       | 31 mars 1887      |       | Demokraterna        | Grover Cleveland                                 |
| 38 |  | Charles Stebbins Fairchild (1842–1924)  | New York       | 1 april 1887      | 6 mars 1889       |       | Demokraterna        | Grover Cleveland                                 |
| 39 |  | William Windom (1827–1891)              | Minnesota      | 7 mars 1889       | 29 januari 1891 † |       | Republikanerna      | Benjamin Harrison                                |
| 40 |  | Charles William Foster, Jr. (1828–1904) | Ohio           | 25 februari 1891  | 6 mars 1893       |       | Republikanerna      | Benjamin Harrison Grover Cleveland               |
| 41 |  | John G. Carlisle (1834–1910)            | Kentucky       | 7 mars 1893       | 5 mars 1897       |       | Demokraterna        | Grover Cleveland William McKinley                |
| 42 |  | Lyman Judson Gage (1836–1927)           | Illinois       | 6 mars 1897       | 31 januari 1902   |       | Republikanerna      | William McKinley Theodore Roosevelt              |
| 43 |  | Leslie Mortimer Shaw (1848–1932)        | Iowa           | 1 februari 1902   | 3 mars 1907       |       | Republikanerna      | Theodore Roosevelt                               |
| 44 |  | George Bruce Cortelyou (1862–1940)      | New York       | 4 mars 1907       | 7 mars 1909       |       | Republikanerna      | Theodore Roosevelt                               |
| 45 |  | Franklin MacVeagh (1837–1934)           | Illinois       | 8 mars 1909       | 5 mars 1913       |       | Republikanerna      | William Howard Taft                              |
| 46 |  | William Gibbs McAdoo (1863–1941)        | New York       | 6 mars 1913       | 15 december 1918  |       | Demokraterna        | Woodrow Wilson                                   |
| 47 |  | Carter Glass (1858–1946)                | Virginia       | 16 december 1918  | 1 februari 1920   |       | Demokraterna        | Woodrow Wilson                                   |
| 48 |  | David Franklin Houston (1866–1940)      | Missouri       | 2 februari 1920   | 3 mars 1921       |       | Demokraterna        | Woodrow Wilson                                   |
| 49 |  | Andrew William Mellon (1855–1937)       | Pennsylvania   | 4 mars 1921       | 12 februari 1932  |       | Republikanerna      | Warren G. Harding Calvin Coolidge Herbert Hoover |
| 50 |  | Ogden Livingston Mills, Jr. (1884–1937) | New York       | 13 februari 1932  | 4 mars 1933       |       | Republikanerna      | Herbert Hoover                                   |
| 51 |  | William Hartman Woodin (1868–1934)      | New York       | 5 mars 1933       | 31 december 1933  |       | Demokraterna        | Franklin D. Roosevelt                            |
| 52 |  | Henry Morgenthau (1891–1967)            | New York       | 1 januari 1934    | 22 juli 1945      |       | Demokraterna        | Franklin D. Roosevelt Harry S. Truman            |
| 53 |  | Frederick Moore Vinson (1890–1953)      | Kentucky       | 23 juli 1945      | 23 juni 1946      |       | Demokraterna        | Harry S. Truman                                  |
| 54 |  | John Wesley Snyder (1895–1985)          | Missouri       | 25 juni 1946      | 20 januari 1953   |       | Demokraterna        | Harry S. Truman                                  |
| 55 |  | George Magoffin Humphrey (1890–1970)    | Ohio           | 21 januari 1953   | 29 juli 1957      |       | Republikanerna      | Dwight D. Eisenhower                             |
| 56 |  | Robert Bernard Anderson (1910–1989)     | Connecticut    | 29 juli 1957      | 20 januari 1961   |       | Republikanerna      | Dwight D. Eisenhower                             |
| 57 |  | Clarence Douglas Dillon (1909–2003)     | New Jersey     | 21 januari 1961   | 1 april 1965      |       | Republikanerna      | John F. Kennedy Lyndon Johnson                   |
| 58 |  | Henry Hammill Fowler (1908–2000)        | Virginia       | 1 april 1965      | 20 december 1968  |       | Demokraterna        | Lyndon Johnson                                   |
| 59 |  | Joseph Walker Barr (1918–1996)          | Indiana        | 21 december 1968  | 20 januari 1969   |       | Demokraterna        | Lyndon Johnson                                   |
| 60 |  | David Matthew Kennedy (1905–1996)       | Utah           | 22 januari 1969   | 10 februari 1971  |       | Republikanerna      | Richard Nixon                                    |
| 61 |  | John Bowden Connally, Jr. (1917–1993)   | Texas          | 11 februari 1971  | 12 juni 1972      |       | Demokraterna        | Richard Nixon                                    |
| 62 |  | George Pratt Shultz (1920–2021)         | Illinois       | 12 juni 1972      | 8 maj 1974        |       | Republikanerna      | Richard Nixon                                    |
| 63 |  | William Edward Simon (1927–2000)        | New Jersey     | 8 maj 1974        | 20 januari 1977   |       | Republikanerna      | Richard Nixon Gerald Ford                        |
| 64 |  | Werner Michael Blumenthal (född 1926)   | Michigan       | 23 januari 1977   | 4 augusti 1979    |       | Demokraterna        | Jimmy Carter                                     |
| 65 |  | George William Miller (1925–2006)       | Rhode Island   | 7 augusti 1979    | 20 januari 1981   |       | Demokraterna        | Jimmy Carter                                     |
| 66 |  | Donald Thomas Regan (1918–2003)         | New Jersey     | 22 januari 1981   | 1 februari 1985   |       | Republikanerna      | Ronald Reagan                                    |
| 67 |  | James Addison Baker III (född 1930)     | Texas          | 4 februari 1985   | 17 augusti 1988   |       | Republikanerna      | Ronald Reagan                                    |
| 68 |  | Nicholas Frederick Brady (född 1930)    | New Jersey     | 15 september 1988 | 17 januari 1993   |       | Republikanerna      | Ronald Reagan George H. W. Bush                  |
| 69 |  | Lloyd Millard Bentsen, Jr. (1921–2006)  | Texas          | 20 januari 1993   | 22 december 1994  |       | Demokraterna        | Bill Clinton                                     |
| 70 |  | Robert Edward Rubin (född 1938)         | New York       | 11 januari 1995   | 2 juli 1999       |       | Demokraterna        | Bill Clinton                                     |
| 71 |  | Lawrence Henry Summers (född 1954)      | Massachusetts  | 2 juli 1999       | 20 januari 2001   |       | Demokraterna        | Bill Clinton                                     |
| 72 |  | Paul Henry O'Neill (född 1935)          | Pennsylvania   | 20 januari 2001   | 31 december 2002  |       | Republikanerna      | George W. Bush                                   |
| 73 |  | John William Snow (född 1939)           | Virginia       | 6 februari 2003   | 30 juni 2006      |       | Republikanerna      | George W. Bush                                   |
| 74 |  | Henry Merritt Paulson, Jr. (född 1946)  | Illinois       | 10 juli 2006      | 20 januari 2009   |       | Republikanerna      | George W. Bush                                   |
| 75 |  | Timothy Franz Geithner (född 1961)      | New York       | 26 januari 2009   | 25 januari 2013   |       | Partilös            | Barack Obama                                     |
| 76 |  | Jacob Joseph Lew (född 1955)            | New York       | 28 februari 2013  | 20 januari 2017   |       | Demokraterna        | Barack Obama                                     |
| 77 |  | Steven Mnuchin (född 1962)              | Kalifornien    | 13 februari 2017  | 20 januari 2021   |       | Republikanerna      | Donald Trump                                     |
| 78 |  | Janet Yellen (född 1946)                | Kalifornien    | 26 januari 2021   | 20 januari 2025   |       | Demokraterna        | Joe Biden                                        |
| 79 |  | Scott Bessent (född 1962)               | South Carolina | 28 januari 2025   | Sittande          |       | Republikanerna      | Donald Trump                                     |

### Notförteckning
1. 1 2  ”Department of the Treasury” (på engelska). United States Government Manual. Arkiverad från originalet den 19 augusti 2021. https://web.archive.org/web/20210819215546/https://www.usgovernmentmanual.gov/Agency?EntityId=hPE3UZwcS0Y=&ParentEId=+klubNxgV0o=&EType=jY3M4CTKVHY=. Läst 19 augusti 2021.  ”As a major policy adviser to the President, the Secretary recommends domestic and international financial, economic, and tax policy; formulates broad fiscal policies that have general significance for the economy; and manages the public debt. The Secretary oversees the activities of the Department in carrying out its major law enforcement responsibility; in serving as the financial agent for the U.S. Government; and in manufacturing coins, currency, and other products for customer agencies. The Secretary also acts as the Government's chief financial officer.”
2. ↑  31 U.S.C. § 301
3. ↑  3 U.S.C. § 19